# Australobolbus nitens
Australobolbus nitens är en skalbaggsart som beskrevs av Blackburn 1904. Australobolbus nitens ingår i släktet Australobolbus och familjen Bolboceratidae. Inga underarter finns listade.